# RMS Titanic
RMS Titanic (Royal Mail Ship Titanic) je bil britanski potniški prekooceanski parnik, ki je potonil v severnem Atlantskem oceanu, 15. aprila 1912 potem, ko se je ladja zaletela v ledeno goro na svoji krstni plovbi iz Southamptona v New York. Od 2.224 potnikov in članov posadke je umrlo 1.503 + 5 (1.508) ljudi, zaradi neupoštevanja varnostnih predpisov in napačnega ravnanja posadke, preživelo pa jih je le 705, zato je to ena najhujših pomorskih nesreč v človeški zgodovini. Titanic je bil ob krstu 2. aprila 1912 največja in najbolj razkošna potniška ladja na svetu, bila je druga od treh ladij iz razreda Olympic britanske družbe White Star Line. Bil je tudi ena od prvih prekooceanskih ladij z bazenom na krovu. Ladja je bila zgrajena v ladjedelnici Harland & Wolff v Belfastu. Konstruktor ladje in glavni arhitekt Thomas Andrews je umrl v nesreči.
Titanicu je poveljeval izkušen kapitan Edward J. Smith, ki je tudi umrl v nesreči. Na ladji je potovalo veliko bogatih in slavnih ljudi na svetu ter veliko izseljencev iz Velike Britanije, Skandinavije, Irske in iz cele Evrope, ki so si v ZDA hoteli poiskati boljše življenje. Za potnike prvega razreda je bilo postreženo vrhunsko obdobje z velikim luksuzom. Imeli so telovadnico, bazen, knjižnico, velikansko restavracijo in sobe z najlepšim luksuzom. Ker je imel Titanic v podpalubju vgrajena neprepustna vrata, ki so lahko zadržala poplavitev štirih predelkov, so vsi menili, da je Titanic preprosto nepotopljiv.
Po izplutju iz Southamptona 10. aprila 1912 se je Titanic ustavil še v Cherbourgu v Franciji in v Queenstowmnu (danes Cork) na Irskem ter se nato odpravil v New York. Peti dan plovbe, 14. aprila 1912 je 600 km južno od Nove Fundlandije ob 23:40 ladja trčila v ledeno goro. Led je na desnem boku od šestnajstih predelkov prebil šest, od tega jih je v eni uri pet poplavila voda, ladja pa je lahko zadržala poplavitev največ štirih predelkov. Ladja se je začela potapljati, ker je bilo reševalnih čolnov premalo za vse potnike na krovu, so imele ženske in otroci prednost. Ob 2:15 se je ladja prelomila na dvoje in ob 2:20 se je dokončno potopila, z več kot tisoč ljudi, ki so ostali na krovu. Eno uro in štirideset minut pozneje je na kraj nesreče priplula RMS Carpathia in rešila preživele potnike.
Nesreča je pustila ves svet v šoku in jezi zaradi velike izgube življenj ter regularnih in operativnih napak, ki so privedle do tega. Raziskave v Veliki Britaniji in Združenih državah Amerike, ki so sledile, so privedle do velikih izboljšav v pomorstvu. Ena najpomembnejših posledic je bila ustanovitev prve mednarodne konvencije o varnosti na morju, leta 1914, ki danes zagotavlja veliko varnost na morju. Poleg tega je bilo na svetu uvedenih več telegrafskih predpisov, da bi se v prihodnje izognili številnim napakam v komunikaciji.
Razbitino Titanica so odkrili leta 1985 (73 let po potopitvi). Odkril jo je francosko-ameriški raziskovalec Robert Ballard. Titanic je postal najbolj znana ladja na svetu: spomini na to ohranjajo številne knjige, pesmi, filmi, razstave in spomeniki. Ladijska razbitina Titanica je druga največja potniška ladijska razbitina na morskem dnu. Prva je njena sestrska ladja HMHS Britannic, ki je bila uporabljena za bolniško ladjo, ko je potonila. Zadnja oseba, ki je preživela nesrečo, Millvina Dean (stara dva meseca, ko je Titanic potonil), je umrla leta 2009 v starosti 97 let.

## Ozadje
Ime "Titanic" izhaja iz Titanov, iz grške mitologije. RMS Titanic je bil druga ladja iz razreda Olympic, prva je bila RMS Olympic in tretja HMHS Britannic. Britannic naj bi se originalno imenoval Gigantic, ker je bil malo večji od njenih dveh sestrskih ladij. Vse tri ladje so bile daleč največje ladje prestižne britanske pomorske družbe White Star Line. Tri ladje sta si prvič zamislila predsednik družbe White Star Line, J. Bruce Ismay in ameriški finančnik J. P. Morgan, ki je nadziral družbo White Star Line.
V začetku dvajsetega stoletja se je družba White Star Line močno soočala z velikim izzivom družbe Cunard Line, ki je takrat zgradila RMS Lusitanio in RMS Mauretanio - najhitrejši ladji na svetu v tistem času - ter nemških družb Hamburg America in Norddeuscher Lyold. Ismay se je potegoval predvsem za velikost in razkošje ne pa za hitrost, zato je leta 1907 svojemu podjetju predlagal zgraditi nov razred novih treh ladij. Nove tri ladje naj bi bile večje od vsega kar je do takrat plulo po svetovnih morjih, imele bi skoraj enako hitrost kot Cunardovi ladji Lusitania in Mauretania, za potnike pa bi bilo na krovu postreženo razkošje in luksuz kakršnega do takrat še na nobeni ladji ni bilo. Podjetje je z prihodom novih treh ladij nadomestilo tudi svoje prejšnje ladje, SS Teutonic iz leta 1889 in RMS Majestic iz leta 1890.
Ladje so bile zgrajene v ladjedelnici Harland & Wolff v Belfastu na severnem Irskem. Za gradnjo vseh ladij so bili stroški ocenjeni na 3 milijonov funtov (približno 290 milijonov funtov leta 2016). Gradnjo ladij je nadziral predsednik ladjedelnice William Pirrie, pomorski arhitekt Thomas Andrews, ki je bil generalni vodja oddelka za načrtovanje v ladjedelnici, je izdelal načrte za gradnjo, Edward Wilding, Andrewsov pomočnik, ki je bil odgovoren za izračun ladijske zasnove, stabilnosti in opreme ter Alexander Carlislie, ki je bil odgovoren pri načrtovanju ladijskih varnostnih ukrepov kot so neprepustna vrata, reševalni čolni ipd.
29. julija 1908 so se na sestanku v Londonu zbrali Bruce Ismay, William Pirrie ter nekaj uradnikov iz ladjedelnice in družbe White Star Line, ki so predstavili risbe in načrte ladij. Ismay je projekt odobril ter dva dni pozneje podpisal tri pisma o soglasju s katerim je odobril začetek gradnje ladij. Na tej točki ladje še niso imele svojega imena, temveč so jih poimenovali kar po številki gradbišča, ki je bilo pripravljeno za njihovo gradnjo preden so jim dokončno določili ime.

## Tehnični podatki
Titanic je bil dolg 269 m, širok 28 m in visok 53,3 m (od kobilice do dimnikov). Po končanih delih je parnik imel prostornino 46.329 brutoregistrskih ton (BRT) in izpodriv več kot 52.000 ton. Poganjali so ga dva tristopenjska štirivaljna parna stroja (levi in desni, trikraki propeler) in nizkotlačna parna turbina, ki je lahko obratovala le v smeri plovbe naprej (srednji, štirikraki propeler). Skupna moč glavnih strojev je znašala 46.000 konjskih moči (HP). Oba parna stroja sta prispevala 30.000 konjskih moči, parna turbina pa 16.000 konjskih moči. Paro za pogon glavnih in pomožnih strojev ter ostalih porabnikov je proizvajalo 29 kotlov. Med križarjenjem je ladja dosegla hitrost 21 vozlov, njena maksimalna hitrost pa je znašala 24 vozlov. Ladja je imela v podpalubju vgrajena neprepustna vrata, kar ji je zagotovilo, da je lahko prenesla poplavitev štirih predelkov. Na parnik se je lahko vkrcalo 2.453 potnikov in 892 članov posadke, v primeru nesreče je bilo na voljo 20 reševalnih čolnov za 1.179 ljudi.
Tako, kot njuni sestrski ladji, je imel tudi Titanic 10 palub, od tega 8 za potnike:
- Paluba čolnov, je bila paluba na kateri so bili reševalni čolni, ki so bili 15. aprila 1912 spuščeni v severni Atlantik. Ladijski most je bil na sprednjem koncu pred prostori za kapitana in posadko. Stal je 2,4 m nad palubo in se raztezal na obe strani tako, da je bilo mogoče ladjo nadzorovati pred prihodom v pristanišče. Kabina s fitnesom je stala takoj za prostori za posadko. Vhod v stopnišče prvega razreda Grand Steircase je stal za kabino fitnesa, zraven vhoda je stala kadilnica, zraven kadilnice pa je stal še vhod v drugi razred. Sprehajalna pot je bila ločena na štiri dele: za častnike, potnike prvega razreda, inženirje in potnike drugega razreda. Reševalni čolni so bili nameščeni po celi palubi, razen na sredini, kjer je bila sprehajalna pot prvega razreda, da potnikom ne bi čolni pokvarili razgleda.
- Paluba A, imenovana tudi promenada, ki je potekala po celotni dolžini nadgradnje 166 m, služila je posebej za potnike prvega razreda, vsebovala je kabine prvega razreda, kadilnico, sobe za branje in pisanje.
- Paluba B, na kateri je bilo nameščenih veliko potniških prostorov prvega razreda s šestimi kabinami in s svojimi zasebnimi sprehajališči. Na Titanicu sta restavracija A la Carte in kavarna Parisien potnikom prvega razreda nudila luksuzne jedilnice. Obe sta vodila podizvajalska kuharja in njihovo osebje; vsi so izgubili življenje v nesreči. Na tej palubi sta bili tudi kadilnica in predsoba drugega razreda. Pod mostom palube je bila nameščena loputa št.1, glavna loputa tovornih prostorov, kjer so bili številni kosi strojev in rezervna sidra. Zraven mostu palube je bila nameščena sprehajalna pot Poop dolga 32 m in je bila namenjena potnikom tretjega razreda. Na tej poti je bilo veliko potnikov in posadke Titanica, ko je ladja potonila.
- Paluba C, je bila najvišja paluba, ki je potekala od premca do krme. Vključevala je oba krova; krma je bila del sprehajalne poti tretjega razreda. Kabine za posadko so bile nameščene pod palubo, javne sobe tretjega razreda pa so bile nameščene pod sprehajalno potjo Poop. Vmes je bila večina kabin prvega razreda in knjižnica drugega razreda.
- Paluba D, imenovana tudi salonska paluba. Na tej palubi so prevladovale tri velike javne sobe - sprejemna soba prvega razreda, jedilni salon prvega razreda in jedilni salon drugega razreda. Potniki prvega in tretjega razreda so imeli na tej palubi kabine z nameščenimi privezi za gasilce. To je bila najvišja stopnja ladijskih neprepustnih pregrad (čeprav le osem od petnajstih neprepustnih pregrad).
- Paluba E, zgornja paluba, je bila večinoma namenjena potnikom v vseh treh razredih, in imela je sobe za kuharje, mornarje, upravnike, strojnike in kurjače. Po njeni dolžini je tekel dolg hodnik imenovan Scotland Road, glede na znamenito ulico v Liverpoolu. Scotland Road so uporabljali potniki tretjega razreda in člani posadke.
- Paluba F, srednja paluba, je bila zadnja celotna paluba v njej pa so bili sprejeti potniki drugega in tretjega razreda ter več oddelkov posadke. Jedilni salon tretjega razreda je bil na tej palubi poleg bazena, turške kopeli in pisarn.
- Paluba G, je bila najnižja celotna paluba, ki je prevažala potnike in je imela najnižje vodne odprtine tik nad vodno črto. Tu je bilo skladišče za tovor, vključno z potujočo pošto, kjer so bila pisma in paketi razvrščeni in pripravljeni na dostavo, ko je ladja priplula. Tu so hranili tudi hrano in pijačo.
- Podpalubje, je bilo najnižji del ladje pod vodno črto. Sprednji del podpalubja na premcu je bil uporabljen za skladišče, temu pa so sledili prostori z ladijskimi kotli, motorji, turbinami in električnimi generatorji. Te prostore so zasedle kotlovnice in strojnice zato je bil dostop do tega območja potnikom prepovedan. Stopnice so bile povezane z višjimi nivoji ladje; dodatna stopnišča v bližini premca so omogočala dostop do palube D.

## Lastnosti

### Pogon
Titanic je imel parni pogon. Parni pogon je imel dva povratna motorja s trojno ekspanzijo, od katerih je bil vsak sestavljen iz štirih linijskih cilindrov (en visokotlačni cilinder, en vmesni tlak in dve nizkotlačni jeklenki). Vsak pogon je poganjal dva stranska trilistna propelerja s pomočjo prenosne gredi. Srednji štirikraki propeler je neposredno poganjala parna turbina z nizkim tlakom. Glede nemožnosti prevračanja smeri delovanja sredinskega propelerja zaradi nepovratnosti turbinskega motorja mnogi trdijo, da je to verjetnosti vztrajnosti, s katero se je Titanic odzval na manever, da bi preprečil trk s trupom na ledu.
Nadomestni Titanicovi ladijski stroji doslej ostajajo največji zgrajeni, saj so zasedli štiri prostore v višini, razvili skoraj 38 megavatov (52 000 KM ) moči in poganjali oba stranska propelerja. Turbina je proganjala le osrednji propeler.
29 kotlov, s premerom 5 metrov, je bilo sposobno na leto pokuriti približno 728 ton premoga. Hitrost med plovbo je znašala 22 vozlov, največja hitrost pa je bila 24 vozlov (48 km / h). Za kurjenje premoga so delovali samo prvi trije dimniki, četrti zadnji dimnik je imel samo funkcijo dovoda zraka, za ogrevanje ter prezračevanje luksuza (takrat je število dimnikov kazalo imeniten raven ladje): pobarvani so bili v oranžnorumeni barvi, zgornji del dimnikov pa je bil prebarvan v črni barvi, kot zahteva tradicije družbe White Star Line. "Titanic je biser tehnologije in je zato tudi praktično nepotopljiv" so menili vsi.
Ladja je imela tudi dva jamborja, ki sta bila visoka do 155 metrov.

### Tehnologija

#### Predelki
Vse ladje razreda Olympic so imele 16 neprepustnih predelkov razdeljenih s 15 neprepustnimi pregradami, ki so segale nad vodno črto. Enajst stalno zaprtih neprepustnih vrat bi lahko v nujnih primerih zatesnilo predelke. Izpostavljena vrata so bila iz bora in kovine, notranji stropi pa so bili obloženi z barvano granulirano plutovino za boj proti kondenzaciji.

#### Krmilo in krmilni motorji
Titanicovo smerno krmilo je bilo tako veliko - visoko 23,98 m, dolgo 78 m, široko 4,65 m in težko več, kot 100 ton - da so za njegovo premikanje potrebovali krmilne motorje. Nameščena sta bila dva krmilna mehanizma s prenosom na paro, čeprav je bil hkrati uporabljen le eden, drugega pa so imeli v rezervi. S kratkimi ročicami so jih povezali s trdimi vzmetmi, da bi izolirali krmilne motorje pred valovi v razburkanih morjih ali med hitrimi spremembami smeri ladje. Kot zadnjo možnost bi lahko ročico premikali z vrvmi, povezanimi z dvema vrtečima strojema. Vrteči stroji so bili uporabljeni tudi za dvigovanje in spuščanje ladijskih petih sider.

#### Voda, prezračevanje in ogrevanje
Ladja je bila opremljena z lastnim vodovodom, ki je bil zmožen ogrevati in črpati vodo v vse dele ladje prek zapletenega omrežja cevi in ventilov. Glavna oskrba z vodo je potekala na krovu, medtem ko je bil Titanic v pristanišču, v nujnih primerih pa je ladja lahko tudi destilirala sladko vodo iz morske vode, čeprav to ni bil preprost postopek, saj se je destilacijska naprava hitro zamašila zaradi usedline soli. Mreža izoliranih kanalov je oddajala topel zrak, ki so ga poganjali električni ventilatorji, okrog ladje in kabine prvega razreda opremljene z dodatnimi električnimi grelniki.

#### Radijske komunikacije
Radiotelegrafsko opremo Titanic (takrat znano kot brezžična telegrafija) je mednarodno morsko komunikacijsko podjetje Marconi dalo v najem White Star Line, ki je kot operaterja dobavilo tudi dva svoja zaposlena, Jacka Phillipsa in Harolda Brideja. Služba je vzdrževala 24-urni urnik, predvsem za pošiljanje in sprejemanje telegramov potnikov, hkrati pa je ravnala z navigacijskimi sporočili, vključno z vremenskimi poročili in opozorili ledenih gor.
Radijska soba je bila nameščena na glavni palubi, v prostorih za častnike. Zvočno izolirana "tiha soba" poleg operacijske dvorane je vsebovala glasno opremo, vključno z oddajnikom in motornim generatorjem, ki sta se uporabljala za proizvodnjo izmeničnih tokov. Bivalni prostori upravljavcev so mejili na delovno pisarno. Ladja je bila opremljena z "najsodobnejšim" 5-kilovatnim rotacijskim oddajnikom iskrišč, ki deluje pod radijsko oznako MGY, komunikacija pa je potekala po Morsejevi šifri. Ta oddajnik je bil ena prvih Marconijevih naprav, ki je uporabila vrtečo se iskrilo, ki je dala Titanicu značilen glasbeni ton, ki ga je mogoče zlahka razlikovati od drugih signalov. Oddajnik je bil eden najmočnejših na svetu in je zagotovil oddajanje v radiju 350 milj (563 km) stran. Za prenašanje in sprejem je bila uporabljena povišana T-antena, ki je raztezala dolžino ladje. Normalna delovna frekvenca je bila 500 kHz (valovna dolžina 600 m);  vendar bi oprema lahko delovala tudi na "kratki" valovni dolžini 1.000 kHz (valovno dolžino 300 m), ki so jo uporabljala manjša plovila s krajšimi antenami.

### Notranjost
Potniški prostori na Titanicu so želeli doseči najvišje standarde luksuza. Kabine in apartmaji prvega razreda so bili nameščeni od palube A do palube E v sprednjem delu ladje, tako, da so bili hrupi motorjev manj moteči. Prvorazredne kabine so bile najlepše najbolj luksuzne na oceanskih ladjah v tistem času in so bili okrašeni v različnih stilih. Na voljo so bili apartmaji za najbogatejše potnike : 2 predsedniška apartmaja in 2 kraljeva apartmaja. The royal suite (B51 in B52) so bili urejeni v Louis XVI slogu in vključeni dnevno sobo, tri spalnice, dve zasebni kopalnici, dve omari in zasebno pešpot na krovu. V sobi B52 (skupaj s apartmajema B54 in B56) je prebival Joseph Bruce Ismay. 
Nastanitve tretjega razreda so vključevale tudi lastne jedilnice, pa tudi prostore za javna zbiranja, vključno z ustreznim prostorom na odprtem krovu, ki je na krovu Titanica sestavljal sprehajalno pot Poop na krmi, sprednje in zadnje krmilne palube ter velik odprt prostor na palubi D, ki bi lahko se uporabljal kot družabna dvorana. Bila je tudi za kadilce za moške in splošna soba na palubi C, ki bi jo ženske lahko uporabljale za branje in pisanje. Čeprav v oblikovanju niso bili tako glamurozni, kot so bili prostori v namestitvenih objektih višjega razreda, so bili za to obdobje še vedno precej nadpovprečni. 
Za vse tri razrede so bili zagotovljeni prostori za preživljanje prostega časa. Poleg uporabe notranjih prostorov, kot so knjižnica, kadilnice, telovadnica in bazeni, je bilo običajno tudi, da se potniki družijo na odprti palubi, se sprehodijo ali sproščajo v najetih ležalnikih ali lesenih klopeh.
Ena najznačilnejših značilnosti Titanica je bilo njeno stopnišče prvega razreda, znano kot Grand Stepec ali Grand Steirway. Zgrajeno iz masivnega angleškega hrasta z razgibano krivuljo se je stopnišče spustilo skozi sedem palub ladje, med glavno palubo in palubo E, preden se je končalo na palubi F. Zaprta je bila z stekleno kupolo iz kovanega železa in stekla, ki je na stopnišče prejemala naravno svetlobo. Vsako pristajanje s stopnišča je imelo dostop do okrašenih vhodnih dvoran, obloženih v slogu William & Mary in osvetljenih s svetilkami ormolu in kristalnimi lučmi. Na zgornjem stopnišču je bila velika izklesana lesena plošča, ki je vsebovala uro, s figurami "časti in čas slave krošnje", ki je obkrožila obraz ure. Na ograji pod uro je bil tudi en angel z svetlečo svečo v roki. Veliko stopnišče je bilo med potopitvijo uničeno in je zdaj le prazen prepad na ladijski razbitini, ki jo sodobni raziskovalci uporabljajo za dostop do spodnjih palub. Med snemanjem filma Titanic Jamesa Camerona leta 1997 je bila njegova replika Grand Staircase razbita iz njenih temeljev s silo vdorne vode na snemanje. Med resničnim dogodkom se je celotno veliko stopnišče porušilo kmalu po velikem vdoru vode iz vseh strani kupole.

### Reševalni čolni
Leta 1894 je odbor za ladijsko trgovino sprejel uredbo o pomorski varnosti, ki je izračunala število kovin glede na velikost ladje in ne glede na število potnikov. Leta 1894 so največje ladje dosegle svoje maksimalne 10. 000 t in posledično se je ta uredba izkazala za neprimerno za ladjo, kot je Titanic, ki je imel tonažo 46. 000 ton. Krov ladje je bil opremljen s povsem novimi dvigali Welin, ki so lahko sprejeli skupno 32 reševalnih čolnov in jih spustili 64. Alexander Carlisle je trdil, da je treba Welin žerjave izkoristiti v največji možni meri, zato bi lahko namestili 64 čolnov, ki bi lahko sprejeli približno 4000 ljudi, Ismay pa je trdil, da bi preveč čolnov in dvigal uničilo ladijski razgled. Sčasoma Carlisle ni mogel nasprotovati Ismayjevi odločitvi in je bilo nameščenih 16 reševalnih čolnov na dvigala, od tega dva viseča in 4 zložljivi čolni.

## Gradnja in priprava ladje

### Gradnja, splovitev in opremljanje
Odlična velikost Titanica in njegovih sestrskih ladij je predstavljala velik inženirski izziv za ladjedelnico Harland & Wolff, saj še noben ladijski graditelj ni poskušal zgraditi ladij take velikosti. Kot rezultat tega je Harland & Wolff moral porušiti tri obstoječe žerjave in zgraditi dva nova, največja doslej zgrajena do takrat, da bi lahko hkrati zgradili dve tako veliki ladji. Povečati je bilo potrebno tudi ladjedelnico na suhem in namestiti nove ladjedelniške opreme in ostala orodja. Gradnjo ladje je olajšalo veliko dvigalo Arrol Gantry, ki ga je za Harland & Wolff zgradilo podjetje sir William Arrol & Co, iz Nemčije pa je bil pripeljan še dodaten žerjav.
Gradnja Titanica in ladje Olympic je potekala več ali manj sočasno. Gradnja Titanica se je začela 31. marca 1909, gradnja ladje Olympic pa nekoliko prej, 16. decembra 1908. Obe ladji so delavci v ladjedelnici na suhem gradili 26 mesecev. Ko je bila kobilica zgrajena, je gradnja trupa potekala v smeri od krme do premca, opremljanje trupa z ladijskimi ploščami pa je potekalo večinoma v smeri od premca do krme. Ko je bil trup zgrajen in v celoti opremljen s ploščami, je bil tudi rahlo pobarvan.  
Komercialni načini varjenja z oksigorivom in električnim obločnim oblokom, ki so danes vseprisotni v proizvodnji, so bili še v povojih obdobjih; Tako kot večina drugih železnih in jeklenih konstrukcij v tej dobi je bil trup narejen skupaj z več kot tremi milijoni zakovic iz železa in jekla, ki so sami tehtali več kot 1200 ton. Opremljeni so bili s pomočjo hidravličnih strojev ali so bili ročno zabiti. Za zakovice je bil velik poudarek na njihovi kakovosti in trdnosti pri tem, da so lahko držale plošče na trupu skupaj. Med zadnjimi predmeti, ki so jih na Titanic namestili pred splovitvijo ladje, so bila tri ladijska sidra, dve stranski in eno sredinsko. Sama sidra so bila pri nameščanju velik izziv, saj je sredinsko, največje kovano, tehatalo skoraj 16 ton.
Delo in gradnja obeh ladij je bila težka in nevarna. Od 150. 000 delavcev, ki so takrat gradili ladji je njihovo delo večkrat potekalo brez zaščitne opreme, kot so zaščitne kape, ščitniki za sklepe ipn. Kot rezultat tega, so med gradnjo Titanica zabeležili 246 poškodb, od tega 28 huje, npr. pri rezanju železa z stroji si je večina delavcev odrezala roko ali pa si zdrobila nogo pod padajočimi kosi lesa. Šest delavcev je umrlo med gradnjo in opremljanjem, še dva delavca sta umrla v ladjedelniški delavnici med izdelovanjem ladijskih turbin in dva v ladjedelniškem skladišču. Celo nekaj minut pred splovitvijo Titanica je en delavec umrl, ko je velik kos lesa padel nanj. 
Titanic je bil splovljen 31. maja 1911 ob 12:15. Splovitev si je ogledalo več, kot 100.000 ljudi, med njim tudi Lord Pirrie, Alexander Carlisle, J.P. Morgan, J. Bruce Ismay in Thomas Andrews. Dvaindvajset ton mila in loja je bilo namazanih na železno leseni stezi, da so lahko ladjo splovili v reko Lagan. Ladje med splovitvijo v skladu s tradicijo družbe White Star Line niso krstili. Po splovitvi so ladjo privlekli do privezov, kjer so čez poletje na ladjo namestili nadgradnjo, jamborje in dimnike. V naslednjem letu so v ladjo vgradili vso potrebno strojno in električno opremo ter ostalo opremo, potrebno za bivanje posadke in potnikov. Februarja 1912 je ladja vstopila še v suhi dok kjer so na ladjo namestili propelerje in pobarvali ladijski trup.
Čeprav je Titanic tako rekoč enak njeni sestrski ladji v razredu, je bilo izvedenih nekaj sprememb, da bi ladji razlikovali (in tretja ladja v razredu, Britannic). Npr. najbolj opažena sprememba na Titanicu je bila ta, da so bila okna na palubi A ločena le do polovice palube, nato pa združena skupaj, kjer se je začela sprehajalna pot. To je bilo nameščeno zadnji trenutek, kot na osebni zahtevi direktorja J. Bruce Ismaya in je bilo namenjeno za dodatno sprostitev potnikov prvega razreda. Promenada na palubi B, ki se je na Olympicu izkazala za nepriljubljeno, so jo na Titanicu  spremenili v dodatne kabine prvega razreda z velikim luksuzom. Dva zložljiva reševalna čolna sta bila na Titanicu postavljena za ladijskim mostom, nad prostori za častnike ob straneh prvega dimnika, na Olympicu pa sta bila dva zložljiva čolna postavljena na palubi ob visečih čolnih. Na Titanicu so tudi povečali restavracijo 'a la Carte in dodali kavarno Parisien, povsem novo funkcijo, ki na Olympicu še ni obstajala. Zaradi teh sprememb je bil Titanic težji, daljši, širši in večji od ladje Olympic. Opremljanje ladje je trajalo dlje, kot je bilo pričakovano, zaradi oblikovnih sprememb, ki jih je zahteval Bruce Ismay in začasne prekinitve pri delu, ki so bile potrebne po popravilu ladje Olympic, ki je bila septembra 1911 vdeležena v trčenju z vojaško ladjo HMS Hawke. Zamujeno je bilo kmalu nadomeščeno in 2. aprila 1912 je bila ladja krščena in pripravljena za testiranja, če bi bil Titanic dokončan že prej, bi morda že zamudil trčenje z ledeno goro.

### Testiranja na morju
Titanic je s testiranji na morju pričel takoj po krstu 2. aprila ob 6:00 zjutraj, dva dni po končanem opremljanju ter osem dni pred svojo krstno plovbo čez Atlantik. Testiranja so se zaradi slabega vremena zavlekla za en dan, od 2. aprila zjutraj pa je bilo vreme jasno. Preizkusi na morju so bili sestavljeni iz številnih testov njenih lastnosti ravnanja, ki so jih najprej izvedli v Belfastu in nato v Irskem morju. Med testiranjem so bili na ladji predstavniki različnih podjetij, Thomas Andrews in Edward Wilding iz ladjedelnice Harland & Wolff in Harold A. Sanderson iz IMM. Bruce Ismay in Lord Pirrie sta bila preveč bolna, da bi se lahko udeležila.
Preizkusi na morju so bili sestavljeni iz več nalog. Ladja je opravila dvanajsturno plovbo po Irskem morju pri čemer so inženirji iz ladjedelnice testirali manevrirne sposobnosti ladje, delovanje glavnih in pomožnih strojev, električno napeljavo ter radijsko postajo. Med testiranjem je ladja dosegla svojo največjo hitrost, 24 vozlov. Po končanih testiranjih 2. aprila se je ladja ob 19:00 vrnila v Belfast, na enourni postanek, kjer je geodet podpisal, da je ladja primerna za prevoz potnikov. Uro pozneje ob 20:00 je Titanic izplul iz Belfasta in se odpravil v   Southampton  . Po potovanju, ki je trajalo 28 ur, je ladja v Southampton priplula 4. aprila ob polnoči. Tam je ladjo pričakal vlačilec in jo odvlekel na pomol št. 44, kjer je ladja počakala na vkrcanja zalog, posadke in potnikov.

## Krstna plovba
Olympic, Titanic in Britannic so bili registrirani v Liverpoolu, kot njihovo matično pristanišče. Družbi White Star Line in Cunard Line sta imeli v Liverpoolu vse do prihoda ladje Olympic, veliko ladij, ki so izplule iz Liverpoola, se ustavile v Queenstownu na Irskem in odplule v New York. Od ustanovitve White Star Line leta 1845 so vse ladje plule iz Liverpoola v New York, vendar je leta 1907 pristanišče v Southamptonu družbi White Star Line omogočilo drugo čezatlantsko pot, ki je postala znana, kot White Star Line's Express Service. Southampton je imel veliko prednost pred Liverpoolom, prva je bila njegova bližina Londona.
Poleg tega je Southampton, ki se nahaja na južni obali Anglije, ladjam dovolil, da prečkajo Angleški kanal in se ustavijo v pristanišču v Cherbourgu na severni obali Francije. Čezatlantska pot Southampton - Cherbourg - Queenstown - New York je postala tako priljubljena, da jo je večina britanskih ladij začela uporabljati po prvi svetovni vojni. Zaradi spoštovanja do Liverpoola so bile tam ladje registrirane vse do leta 1960. Queen Elizabeth 2 je bila ena od prvih ladij, ki je bila registrirana v Southamptonu.
Krstna plovba ladje Titanic naj bi bila ena od prvih čezatlantskih plovb med Southamptonom in New Yorkom preko Cherbourga in Queenstowna, vrnitev pa preko Plymoutha v Angliji. Dejansko še obstaja njen celoten seznam potovanj do decembra 1912. Ko je bila pot vzpostavljena, so bile v službo dodane štiri ladje. Poleg Teutonica in Mayestica sta plula še RMS Oceanic in povsem nov RMS Adriatic. Ko je Olympic junija 1911 začel z čezatlantsko službo, je nadomsetil Teutonica, ki je bil po končanem zadnjem potovanju konec aprila umaknjen iz čezatlantske službe. Avgusta je bil Jadran premeščen v glavno čezatlantsko službo Liverpool-New York White Star Line, novembra pa je bil Mayestic umaknjen iz službe, ker ga je aprila Titanic nadomestiv.
Začetni načrti družbe White Star Line za Titanic in njeni sestrski ladji so bili isti, kot njenim predhodnikom. Vsaka ladja bi na vsake tri tedne odpotovala iz Southamptona v New York, običajno pa bi vsako sredo izplula iz Southamptona in vsako soboto iz New Yorka, kar bi družbi omogočilo, da bi ponujala tedensko potovanje čez Atlantik v obe smeri. Iz Londona in Pariza so vozili posebni vlaki za prevoz potnikov v Southampton in Cherbourg. Globokovodni pomol v Southamptonu takrat znan, kot Dock White Star Line, je bil posebej zgrajen za privez novih ladij razreda Olympic in je bil odprt leta 1911.

### Posadka in potniki
Posadka Titanica je štela 885 ljudi, ti so bili različnih poklicev in po navadi zbrani iz vseh vetrov, marsikateri od njih je bil na ladji prvič ali pa so si z delom plačali pot v ZDA. Njihovo novačenje se je začelo 23. marca. Del posadke se je vkrcal v Belfastu kot osnovna posadka, ostali pa v Southamptonu. V Southamptonu se je večina posadke na ladjo vkrcala 6. aprila. Večino posadke so sestavljali kurjači in strojniki, ki so skrbeli za nemoteno delovanje pogona, veliko je bilo tudi osebja, ki je skrbelo za udobje potnikov, poklicnih mornarjev je bilo relativno malo. Od tega je bilo več, kot 97% moških, samo 23 članov posadke je bilo žensk. Ostali so predstavljali različne poklice: peki, kuharji, mesarji, ribarji, natakarji, upravitelji, čistilke, sobarice in celo tiskarji, ki so izdajali dnevni časopis za potnike, imenovan Atlantic Daily Bulletin z najnovejšimi novicami, ki so jih prejeli ladijski brezžični operaterji. Parniku je poveljeval izkušen kapitan Edward John Smith, ki je pred tem poveljeval na Olympicu. Kot glavni častnik se je kapitanu na Titanicu pridružil Henry Tingle Wilde, ki je pred tem prav tako služboval na Olympicu. Prvi častnik je bil William McMaster Murdoch in drugi častnik Charles Lightoller. Prvotni častnik David Blair je bil popolnoma odpuščen. Tretji častnik je bil Herbert Pitman, edini častnik, ki ni bil član kraljeve mornarice. Četrti častnik je bil Joseph Boxhall, peti Harold Lowe in šesti James Moody. Upravitelj stroja je bil Joseph Bell, ki je bil eden najpomembnejših članov posadke.
Po zdajšnjih podatkih se je na ladjo vkrcalo 447 potnikov prvega razreda, 326 potnikov drugega razreda in 1120 potnikov tretjega razreda. Od tega je bilo tudi 107 otrok, ki jih je bilo največ v tretjem razredu. Na ladji je bilo tudi nekaj živali, to so bili psi, mačke, kokoši, ptice in veliko število podgan, od katerih so preživeli le trije psi. Nekaterim potnikom se je ladja zdela premajhna za tako veliko število potnikov, čeprav je lahko sprejela 2.453 potnikov, od tega 833 prvega razreda, 614 drugega razreda in 1.006 tretjega razreda. Pričakovati je bilo, da bo Titanic v celoti rezerviran, vendar je Nacionalna stavka premoga v Združenem Kraljestvu spomladi 1912 povzročila veliko prekinitev prevozov, kar je povzročilo preklic številnih potovanj. Številni potencialni potniki so se odločili za preložitev svojih potovalnih načrtov, dokler stavka ni bila končana. Stavka se je končala štiri dni preden je Titanic odplul na svojo krstno plovbo: vendar je bilo to prepozno, da bi si vsi potniki rezervirali svoje prevoze in na isti dan prispeli v pristanišče. Titanic je lahko zaplul na predviden datum samo zato ker je dobil premog z drugih ladij, ki so bila zasidrana v Southamptonu kot npr. RMS Oceanic in SS City of New York ter premog z ladje Olympic, ki ga je pripeljal iz prejšnjega potovanja iz New Yorka in ga shranil na pomolu White Star Dock.
Med najbolj znanimi potniki na Titanicu (tisti, ki so umrli v potopu imajo oznako †) so bili:
- ameriški milijonar John Jacob Astor IV † in njegova žena Madeleine Astor,
- slikar in kipar Francis Davis Millet †,
- nemško-ameriški industrialec Benjamin Guggenheim †,
- francoski kipar Paul Chevré,
- ameriški politik Isidor Straus † in njegova žena Ida Straus †,
- ameriški pisatelj in zgodovinar Archibald Gracie,
- ameriška milijonarka Margaret Brown,
- arhitekt Edward Austin Ken †,
- avtor Jacques Futrelle †,
- avtorica Helen Churchill Candee,
- newyorška socialistka Edith Corse Evans,
- sir Cosmo Duff-Gordon in njegova žena Lucy, Lady Duff-Gordon,
- poslovnež John Borland Thayer †, in še veliko drugih.

Krstne plovbe se je nameraval udeležiti tudi lastnik Titanica ameriški bankir in poslovnež J. P. Morgan, vendar je nato zadnjo minuto preklical in si s tem rešil življenje. Na ladjo sta se vkrcala tudi upravni direktor družbe White Star Line J. Bruce Ismay in konstruktor ladje Thomas Andrews †, ki je bil na krovu, da je opazoval kakršnekoli težave in ocenil splošno zmogljivost nove ladje.
Vkrcavanje potnikov se je začelo 10. aprila ob 9:30, najprej so se vkrcali potniki tretjega razreda, tem pa so sledili še potniki drugega in prvega razreda. Stevardi so vsem potnikom pokazali njihove prostore, potnike prvega razreda pa je osebno pozdravil kapitan. Pri vkrcanju je potnike tretjega razreda zaradi zdravstvenih omejitev pri vstopu v ZDA pregledal še zdravnik, saj je bila družba dolžna ob morebitni zavrnitvi potnika pri vstopu v ZDA tega pripeljati nazaj čez Atlantik, kar je predstavljajo velik strošek. Tako vsi, ki so kupili karto, zaradi različnih razlogov niso prišli na ladjo, teh je bilo okoli petdeset, nekaj je bilo tudi takih, ki so opravili le del poti in so se izkrcali na vmesni postaji v Franciji ali na Irskem.

### Plovba
Titanic je iz Southamptona izplul 10. aprila 1912 ob 12:00. Sprva je izplutje, ki ga je spremljala nepregledna množica radovednežev, izgledala brez težav, vendar je kmalu zatem skoraj prišlo do katastrofe, ki bi skoraj končala potovanje te najbolj luksuzne ladje na svetu. Ko je Titanic plul mimo ladij SS New York, družbe American Line in RMS Oceanic, družbe White Star Line, je povzročil take valove, da so se vrvi, ki so povezovale ladjo City of New York s pomolom, potrgale. Ladjo je nato odneslo proti Titanicu, k sreči je bil v bližini vlačilec Vulcan, ki je ladjo zadnji trenutek potisnil proti pomolu. Sočasno pa je kapitan Smith na Titanicu ukazal zaviti skrajno desno, ladji sta se zgrešili za 1,2 metra. Neljubi incident je Titanicu povzročil enourno zamudo, New York pa je bil kmalu obveščen o tem dogodku. 
Po izplutju iz pristanišča in uspešno prepluti poti čez ožini Southampton Walter in Solent se je Titanic ustavil pri svetilniku Nad pred obalo otoka Wight, kjer se je z ladje izkrcal pomorski pilot iz Southamptona. Nato se je Titanic odpravil na štiriurno pot proti 77 milj oddaljenemu francoskemu pristanišču v Cherbourgu. Vreme je bilo vetrovno, a prijetno, vendar oblačno in mrzlo. V Cherbourg je ladja priplula ob 16:30. Ker pristanišče ni bilo primerno za pristanek tako velike ladje, so se potniki na Titanic vkrcali in izkrcali s pomočjo trajekta. Na ladjo se je vkrcalo 274 potnikov, izkrcalo pa se jih je 24. Vkrcavanje in izkrcavanje je trajalo 90 minut tako, da je ladja ob 20:00 že izplula iz pristanišča in nadaljevala pot proti Queenstownu na Irskem (danes Cork). Vreme se je nadaljevalo vetrovno, a delno oblačno. Ladja je v Queenstown priplula 11. aprila ob 11:30. Ker je bilo tudi to pristanišče premajhno za tako veliko ladjo, so se potniki vkrcali in izkrcali s pomočjo trajekta. Na ladjo se je vkrcalo 113 potnikov tretjega razreda in 7 potnikov drugega razreda, sedem potnikov pa se je izkrcalo. Med njimi je bil tudi duhovnik Francis Browne, ki je na Titanicu posnel veliko fotografij. Ladja je iz pristanišča izplula ob 13:30 in se nato odpravila na svojo prvo (in zadnjo) plovbo čez Atlantik. V New York je nameravala pripluti 17. aprila zjutraj, na pomol št. 59. 
Ko je ladja izplula iz pristanišča, je plula ob irski obali do najbolj južne točke Irske, in sicer Fastnet Rocka. Od tam je nato zaplula na čezatlantsko pot proti ZDA in pristanišču v New Yorku. Naslednje tri dni je pot minila brez posebnosti in brez večjih težav. Ko je ladja zapustila Irsko, se je vreme, ki je bilo prej oblačno in vetrovno, nenadoma izboljšalo. To ni trajalo dolgo, 13. aprila se je ladji približala hladna fronta in vreme se je ponovno poslabšalo, okrepil se je močan veter in s tem valovi visoki do 2,4 m, znova je postalo oblačno, temperatura zraka pa je padla pod ledišče. 14. aprila se je vreme izboljšalo, vendar so temperature še vedno ostale nizke.
Približno 8 dni pred krstno plovbo se je na ladji v eni od Titanicovih kotlovnic začel požar, ki je med plovbo trajal več dni, vendar se potniki tega položaja sploh niso zavedali. Požari so se te dni na ladji pojavljali pogosto zaradi velikega izgorevanja premoga. Požare je bilo potrebno pogasiti z gasilskimi cevmi tako, da je bilo potrebno odstraniti ves premog in zažganega dati v peč. Požar se je končal 14. aprila. Obstaja nekaj teorij, da naj bi ta požar in poskusi gašenja poslabšali kakovost železa in neprepustnih vrat.
V nedeljo 14. aprila je Titanic med 9:00 in 23:40 uro dobil šest radijskih opozoril drugih ladij v okolici, ki so sporočala, da je v morju južno in vzhodno od Nove Fundlandije več ledenih gor in so priporočala previdnost. Ena od ladij, ki je opozarjala Titanica je bila atlantska ladja Mesaba. Kljub temu, da je Titanic prejel šest opozoril, je ladja še vedno plula z veliko hitrostjo, čeprav ni nameravala postaviti hitrostnega rekorda. Leta 1907 je nemški parnik SS Kronprinz Wilhelm trčil v ledeno goro, vendar je lahko dokončal pot, zato se je kapitan Smith zamislil, da ledene gore za tako veliko ladjo, kot je Titanic ne predstavljajo nobene nevarnosti, zato je ignoriral vsa opozorila in hitrost ladje povečal na 22 vozlov. Tistega usodnega večera je bilo morje mirno, bilo je mrzlo in na nebu so se videle zvezde. Lune ni bilo videti, večina potnikov je takrat že spala.

### Potopitev
Ob 23:40 (po ladijskem času) je opazovalec Frederick Fleet opazil ledeno goro pred Titanicom in o tem takoj poročal na ladijski most. Prvi častnik William McMaster Murdoch, ki je bil takrat dežuren na mostu, je ukazal, da mora ladja zaviti ostro v levo s pogonom strojev vzvratno. Kljub največjemu naporu posadke, se ladja ni uspela povsem izogniti ledeni gori in je z desnim bokom trčila v rob ledene gore. Pri tem je led na ladijskem desnem trupu pod vodno gladino prebil šest velikih lukenj, kar je skupaj poškodovalo in poplavilo šest neprepustnih predelkov. Največje luknje na trupu sicer ni povzročil led, temveč je ob pritisku udarca trup počil po šivih zaradi česar so odletele zakovice, ki so držale trup skupaj, kar je omogočilo vdiranje vode v notranjost ladje. Bilo je prebitih šest neprepustnih predelkov, od tega jih je bilo poplavljenih pet. Kmalu je posadka ugotovila, da ladjo ne more nič rešiti, saj ni mogla prenesti poplavitev več, kot štirih predelkov. Titanic je začel toniti tako, da je premec tonil naprej, krma pa se je dvigala iz vode. Ker je voda poplavila veliko ladijskih prostorov na levi strani ladje, se je Titanic za nekaj stopinj malo nagnil na levo stran.
Potniki na krovu so bili zelo slabo pripravljeni na takšno nevarnost. Titanic je imel na voljo le 20 reševalnih čolnov, na katere se je lahko vkrcalo približno polovica ljudi na ladji; če bi bilo na ladji približno 3339 potnikov in članov posadke, bi se lahko v čolne lahko vkrcalo le približno tretjina ljudi. Posadka ni bila dobro usposobljena za reševanje in evakuacijo. Častniki niso vedeli, koliko se jih lahko največ varno vkrca in veliko čolnov so v vodo spustili na pol prazne. Potnike tretjega razreda nekateri sploh niso obvestili o varnosti zato jih je veliko ostalo ujetih pod palubo medtem, ko je ladja tonila. Izrek "Najprej ženske in otroci" so na splošno vsi upoštevali pri reševanju, večina moških potnikov in članov posadke pa je ostala na potapljajoči se ladji. 
Med 2:10 in 2:15, dve uri in trideset minut po tem, ko je Titanic zadel ledeno goro, se je hitrost potapljanja ladje nenadoma povečala, ko je voda dosegla glavno palubo ter poplavila ladijski most in prostore za častnike. Voda je prebila stekleno kupolo nad stopniščem prvega razreda in se začela izlivati po hodnikih prvega razreda. Ko se je krma dvignila visoko nad morjem, toliko, da so gledali propelerji iz vode, ladijska konstrukcija takega naklona ni zdržala in se je zato ladja prelomila na dvoje, pri tem pa so se zrušili vsi ladijski dimniki. Nato je premec potonil in povlekel krmo navpično preden se je ladja dokončno odlomila na dva dela. Krma se je medtem nekaj minut zibala, kot zamašek in se nato tudi ta potopila. Ob 2:20 je Titanic dokončno potonil v globine severnega Atlantika. Vsi preostali potniki in člani posadke so po potopu padli v ledeno mrzlo vodo z zelo nizko temperaturo – 2 °C. Vsi potniki, ki so ostali v ledeno mrzli vodi so umrli bodisi zaradi zastoja srca, podhladitve, nenadzorovanega dihanja vode, ipd. 15 - 30 minut po potopu je na kraju potopa zavladala smrtna tišina in takrat se je na kraj vrnil en reševalni čoln, ki je iz vode pobral le 5 preživelih, čeprav je bilo v čolnu prostora še za kakih 500 ljudi. 
Med potapljanjem so z ladje izstreljevali signalne rakete in pošiljali SOS Signale po etru, vendar nobena ladja ni bila dovolj blizu, da bi dosegla Titanic preden je potonil. Npr. ladijski operater na krovu ladje SS Brime je ocenil, da bo ura odbila 6:00 preden bo ladja priplula na kraj nesreče, medtem, ko je bil SS Californian od Titanica oddaljen le nekaj milj in je videl signalne rakete, vendar zaradi spleta naključij ni priskočil na pomoč. Ob 4:00 je na kraj nesreče priplula RMS Carpathia, kot odziv na prejšnje klice v sili s Titanica.
705 ljudi je preživelo nesrečo in jih je Carpathia odpeljala v New York, medtem, ko je v potopu življenje izgubilo 1.503 ljudi. Kapitan Carpathie je kraj opisal, kot ledeno polje, ki je vsebovalo 20 velikih ledenih gor, visokih do 61 metrov in številne plavajoče ledene čeri v morju; potniki so opisali, da so sredi velike bele ledene ravnice, obsijane z ledenimi deželami. To območje je danes znano, kot Iceberg Ailly.
Med žrtvami in rešenimi je bilo tudi nekaj Slovencev - glej spisek rešenih in žrtev.

## Dogodki po potopitvi

### Prihod Carpathie v New York
Ko je Carpathia rešila vseh 705 preživelih in nadaljevala pot v Ameriko, je potrebovala tri dni, da je dosegla New York. Njeno plovbo so upočasnile nevihte, megle, razburkano morje, ledene gore in ledena polja zaradi česar je bila prisiljena pluti s čim manjšo hitrostjo. 17. aprila so njeni radijski operaterji po radiju v javnost začeli pošiljati prva imena in priimke preživelih.
Novica o potopitvi Titanica se je hitro razširila po svetu. Novica je šokirala veliko ljudi v pisarnah družbe White Star Line v Londonu, New Yorku, Montrealu, Southamptonu, Liverpoolu in Belfastu. Najbolj je prizadela Southampton, kjer je bilo zaradi potopa, močno šokiranih veliko ljudi,  predvsem pa zato, ker je bilo iz tega mesta doma veliko članov posadke, ki so umrli v nesreči.
Carpathia je v New York priplula 18. aprila 1912 ob 21:30 na pomol št. 54. Na pomolu jo je ob močnem deževju pričakalo okoli 40.000 ljudi. Po izkrcanju je za preživele potnike poskrbelo več dobrodelnih organizacij. Večina potnikov se ni zadržala v New Yorku in je pot nadaljevala po prvotnih načrtih. Nekateri preživeli potniki so najeli zasebne vlake, da so jih odpeljali domov, Peensylvania Railorad pa je najela poseben vlak, ki je preživele odpeljal v Philadelphio. 214 preživelih članov posadke Titanica so vkrcali na belgijsko ladjo SS Lapland in jo poslali nazaj v Združeno Kraljestvo. Tudi Carpathia se ni dolgo časa zadržala v pristanišču, potem ko se je založila z zalogami, je odplula nazaj v Evropo. Kmalu po potopitvi so različne dobrodelne organizacije začele zbirate prostovoljne prispevke za svojce žrtev in preživele. V različnih skladih se je nabralo več milijonov funtov.
Prihod ladje v New York je povzročil bes in zaskrbljenost, pri čemer so časopisi, kot prvi tekmovali, ki so poročali o zgodbah preživelih. Nekaj novinarjev se je vkrcalo na pilotski čoln New York, ki je vodil Carpathio v pristanišče, enemu pa je celo uspelo priti na Carpathio še preden se je zasidrala na pomolu. Štiri dni je trajalo, da bi bil sestavljen celoten seznam žrtev, kar je nagovarjalo sorodnike, ki so čakali na novice tistih, ki so bili na Titanicu.

### Preiskave o nesreči
Še preden so preživeli prispeli v New York, so na obeh straneh Atlantika načrtovali preiskave, da bi odkrili, kaj točno se je zgodilo, in kaj bi lahko storili, da se kaj takega ne bi več zgodilo. Preiskave so potekale tako v Združenih državah Amerike kot v Združenem kraljestvu, pri čemer so bili prvi v odločneje kritičnih do tradicij in praks ter premagovanje napak, drugi pa bolj tehnično in strokovno usmerjeni.
Ameriška preiskava o nesreči se je začela 19. aprila, dan po prihodu Carpathie v New York. Predsednik, senator William Alden Smith, je želel zbrati račune potnikov in posadke, medtem ko so bili dogodki v njihovih glavah še sveži. Alden Smith je moral tudi izklicati vse preživele britanske potnike in posadko, ko so bili še v ameriki, kar jim je preprečilo vrnitev v Veliko Britanijo, preden je bila 25. maja končana ameriška preiskava. Britanski tisk je Smith obsodil kot oportunista, ki je neobčutljivo prisilil preiskavo kot sredstvo za pridobitev političnega prestiža in izkoristil "njegov trenutek, da bi stal na svetovnem prizorišču".  Smith pa je že imel sloves kot zagovornik varnosti na ameriških železnicah in je želel preiskati morebitne zlorabe železniškega tajkuna J. P. Morgana, končnega lastnika Titanica.
Preiskavo britanske uprave za trgovino o nesreči je vodil Lord Mersey, potekala pa je med 2. majem in 3. julijem. Pod vodstvom odbora za ladijsko trgovino, ki je ladjo predhodno odobril, so nekateri menili, da nima veliko zanimanja za to, ali pa da je ravnanje družbe White Star označeno kot malomarno.
Vsaka preiskava je izpovedala potnike in posadko Titanica, člane posadke ladje SS Californian, kapitana Carpathie, Arthurja Rostrona in druge strokovnjake. Britanska preiskava je bila tudi veliko večja strokovna izpoved, zaradi česar je bila do takrat najdaljša in najbolj podrobna preiskovalna sodnica v britanski zgodovini. Obe poizvedbi sta dosegli široko podobne ugotovitve: predpisi o številu reševalnih čolnov, ki so jih morale prevažati ladje, so bili zastareli, neprimerni in neupoštevanj; Kapitan Smith ni upošteval ustreznih opozoril na ledene gore, reševalni čolni niso bili do konca napolnjeni, ker posadka ni bila usposobljena za reševanje, do trka z ledeno goro pa je prišlo zaradi prevelike hitrosti s katero je ladja plula skozi nevarne vode.
Niti v ugotovitvah preiskave ni bila navedena malomarnost IMM ali White Star Line. Ameriška preiskava je zaključila, da je bila nesreča, ki je sledila običajni praksi, božje dejanje. Britanska preiskava je zaključila, da je Smith upošteval dolgoletno prakso, za katero se prej ni izkazalo, da ni varna, poudaril pa je, da so samo britanske ladje v prejšnjem desetletju pripeljale 3,5 milijona potnikov in izgubile le 10 življenj in zaključil, da je Smith storil "samo tisto, kar bi v istem položaju storili tudi drugi moški". Lord Mersey se je vendarle zmotil z "izjemno visoko hitrostjo (dvaindvajset vozlov), ki je bila vzdrževana" po številnih opozorilih o ledu pri čemer je to opozoril brez zaviranja, "brez dvoma bi bila napaka v primeru Titanica malomarnost v vsakem podobnem primeru v prihodnosti. "
Priporočila so vsebovala močne predloge za večje spremembe pomorskih predpisov za izvajanje novih varnostnih ukrepov, na primer zagotavljanje več reševalnih čolnov, pravilno izvajanje vaj za reševalne čolne in brezžično opremo na potniških ladjah 24 ur. Ustanovljena je bila mednarodna ledena patrulja, ki je spremljala prisotnost ledenih bark v severnem Atlantiku, pomorski predpisi pa so bili mednarodno usklajeni z Mednarodno konvencijo o varnosti življenja na morju, dve leti po nesreči: oba ukrepa veljata še danes. V poročilu je bila omenjena tudi ladja SS Californian, ki je bila na dan potopitve od Titanica oddaljena le nekaj milj. Na Californianu so tisto noč na obzorju opazovali neko zelo razsvetljeno ladjo, ki izstreljuje rakete, vendar so rakete videli kot bele, kar ni bil znak za nevarnost, zato niso ukrepali, imeli pa so tudi izklopljen radijski sprejemnik, zato niso dobili klica v sili. Opazovanje neznane ladje je potekalo do 2:15, ko so luči nad vodno gladino nenadoma izginile. Preplah je bil narejen šele ob 5:30, ko je radijski operater dobil novico o potopitvi Titanica. Po prejemu novice je Californian hitro odplul na kraj nesreče, kjer je ugotovil, da je preživele potnike že pobrala Carpathia. Kasneje je bilo ugotovljeno, da je bila ladja, ki jo je opazoval Californian, res Titanic.
18. maja 1912 je Guglielmo Marconi pred preiskovalnim sodiščem predložil dokaze o telegrafiji. Končno poročilo je priporočalo, da so vse linijske ladje v pravilnem sistemu in da zadostni upravljavci vzdržujejo neprekinjeno storitev.

### Žrtve nesreče
Manj, kot tretjina ljudi na Titanicu je preživela nesrečo. Nekateri potniki, ki so preživeli potop so pozneje, ko so prispeli na krov Carpathie, zaradi raznih poškodb umrli. Število smrtnih žrtev je bilo med 1.1.490 in 1.635 osebami. Razlike preživelih glede spola so bile veliko drugačne: Preživeli so skoraj vsi člani posadke, potniki prvega in drugega razreda. V prvem razredu je umrlo veliko več moških, kot žensk v tretjem razredu. Skupaj je preživelo 50% otrok, 20% moških in 75% žensk.
Temperatura vode na mestu, kjer je potonil Titanic, je bila precej nizka. Prispevala je tudi k hitri smrti številnih potnikov med potopitvijo. Ugotovljeno je bilo, da je imela voda, v času potopa, – 2 °C. Običajne temperature vode v severnem Atlantiku so bile sredi aprila običajno okrog 7 °C. Nizka temperatura vode je bila ključni dejavnik, ki je pogosto povzročila smrt številnim ljudem v nekaj minutah.
Zadnja preživela potnica, Millvina Dean, stara 2 meseca, ko je Titanic potonil in s tem tudi najmlajša na krovu ladje, je umrla 31. maja 2009 v starosti 97 let. Dva zelo posebna preživela člana posadke sta bila kurjač Arthur John Priest in stevardesa Violet Jessop, ki je leta 1916 preživela potopitev Titanicove mlajše sestrske ladje HMHS Britannic in leta 1911 še nesrečo njune najstarejše sestrske ladje RMS Olympic. 

| Posadka in potniki    | Število potnikov in posadke | Število rešenih | Število umrlih | Odstotek rešenih | Odstotek umrlih |
| --------------------- | --------------------------- | --------------- | -------------- | ---------------- | --------------- |
| otroci, prvi razred   | 6                           | 5               | 1              | 83.4%            | 15.6%           |
| otroci, drugi razred  | 24                          | 24              | 0              | 99.9%            | 0%              |
| otroci, tretji razred | 79                          | 27              | 52             | 34%              | 66%             |
| ženske, prvi razred   | 144                         | 140             | 4              | 97%              | 3%              |
| ženske, drugi razred  | 93                          | 80              | 13             | 86%              | 14%             |
| ženske, tretji razred | 165                         | 76              | 89             | 46%              | 54%             |
| ženske, posadka       | 23                          | 20              | 3              | 87%              | 13%             |
| moški, prvi razred    | 175                         | 57              | 118            | 33%              | 67%             |
| moški, drugi razred   | 168                         | 14              | 154            | 8%               | 92%             |
| moški, tretji razred  | 462                         | 75              | 387            | 16%              | 84%             |
| moški, posadka        | 865                         | 192             | 693            | 22%              | 78%             |
| skupaj                | 2224                        | 710             | 1514           | 32%              | 68%             |

### Slovenski potniki
Po zdaj znanih podatkih je bilo na Titanicu pet Slovencev:
- Franc Karun, iz Milj pri Kranju, rojen 2. decembra 1872, številka vozovnice 349256[2]
- Manca Karun, rojena 1907, številka vozovnice 349256, štiriletna hči Franca Karuna - potovala sta v Galesburg v Illinois[3]
- Janez Merkun, iz Spodnje Bele pri Preddvoru, o njem ni veliko podatkov, mogoče je tudi zaslediti, da ni bil vkrcan na ladjo[4]
- Janko Vovk, iz Save, starost 21 let, neporočen, številka vozovnice 349252[5]
- Jakob Pašič, iz Štrekljevca pri Semiču[6], star 21 let, neporočen, številka vozovnice 315097 [7]

Preživela sta le Franc in Manca Karun, ki naj bi bila rešena z reševalnim čolnom številka 15.

## Razbitina
Veliko časa se je mislilo, da je Titanic potonil v celoti, skozi leta pa so se pojavljali številni načrti kako bi potopljeno ladjo našli in jo dvignili na površje. Vsi poizkusi iskanja so se zaradi nedovršene tehnologije in predvsem zaradi velike globine izkazali za neuspešne. Razbitina Titanica leži na veliki globini 3.784 m. Razbitina je bila odkrita šele 1. septembra 1985, ko jo je odkrila francosko ameriška ekspedecija pod poveljstvom Roberta Ballarda. Raziskovalna ekipa je ugotovila, da se razbitina ladje nahaja 21,2 km od njenega zadnjega položaja kar pomeni, da so bile morebitnim reševalcem posredovane napačne koordinate o lokaciji potapljajočega se Titanica. Razbitina se nahaja 2012 km od New Yorka in 1.151 km od Halifaxa. Raziskovalci so ugotovili tudi, da se je ladja med potapljanjem res prelomila saj so se izjave preživelih razlikovale.
Oba kosa ladje (premec in krma) sta z veliko hitrostjo udarila v morsko dno, zaradi česa se je premec močno zvil, krma pa se v celoti zrušila. Premec je najbolj ohranjen del in še vedno vsebuje nekaj nedotaknjenih notranjih prostorov. V nasprotju s premcem, je krma popolnoma uničena; njene palube so padle ena na drugo, večji del trupa pa je bil odtrgan in se lažje raztresel po morskem dnu. Velika škoda na krmi je verjetno posledica strukturnih poškodb, ki so nastale med potopom. Tako je bil preostanek krme ob udarcu z morskim dnom uničen. Trije ladijski propelerji so še vedno pritrjeni na krmi. Stranska propelerja sta na pol zakopana v pesku medtem, ko je srednji propeler v celoti zakopan v pesku.
Okoli obeh koncev trupa pa je polje razbitin veliko 8 x 4,. To območje vsebuje na tisoče predmetov, kjer je končala večina notranje ladijske opreme, kot so pohištvo, jedilni pribor in osebni predmeti, ki so padli z ladje, ko je ladja potonila ali pa so bili raztreščeni, ko sta premec in krma treščila na morsko dno. Na to območje so padli tudi ladijski dimniki, ki so se raztreščil po morskem dnu. To območje je bilo tudi zadnje počivališče žrtev s Titanica. Večino trupel in oblačil so zaužila morska bitja, bakterije, ostalo je pa še nekaj ostankov čevljev, ki so se za bakterije in druga morska bitja izkazali za neužitne.
16. aprila 2012, en dan po stoti obletnici potopa, so bile v javnost objavljene slike, ki na morskem dnu okrog razbitine prikazujejo nekatere človeške ostanke, kot so čevlji, prstani, ročne ure ipd. Fotografije, ki jih je Robert Ballard med odpravo leta 2004 posnel, dokazujejo, da je to dokaz, da so na morskem dnu nekoč ležala trupla žrtev.
Razbitina Titanica je trenutno v lasti podjetja RMS Titanic Inc., razbitino pa pomaga ščiti podjetje UNESCO. To pomeni, da bodo vse države pogodbenice konvencije prepovedale ropanje, komercialno izkoriščanje, prodajo ter širjenje ostankov in predmetov. Zaradi lokacije razbitine v mednarodnih vodah in pomanjkanja izključne pristojnosti nad razbitino, konvencija predvideva sistem državnega sodelovanja, s katerim se države medsebojno obveščajo o morebitnih dejavnostih v zvezi s starodavnimi razbitinami kot je Titanic in sodelujejo pri preprečevanju neznanstvenih ali neetičnih posegov. Ker razbitina leži v mednarodnih vodah med ZDA in Združenim Kraljestvom, morata vsako odpravo dovoliti ameriška in britanska vlada.
Od leta 1985, ko je bila razbitina odkrita, pa do danes je razbitino ladje obiskalo že veliko odprav, raziskovalcev, znanstvenikov, filmskih režiserjev, reševalcev in turistov, nekateri izmed njih so na površje dvignile tudi številne ladijske predmete, ki so danes na ogled v muzejih, na dražbah in razstavah. Z leti se je stanje ladijske razbitine močno poslabšalo zlasti zaradi naključnih poškodb podmornic, predvsem pa zaradi hitrejše rasti bakterij, ki jedo železo na trupu. Leta 2006 je bilo ocenjeno, da bodo v prihodnjih 50 letih morje in mikroorganizmi ladjo razgradili, kar bo pustilo le trpežnejšo notranjo ladijsko opremo, prepleteno s kupom rje na morskem dnu.
Dodatni potopi podmornic leta 2019 so ugotovili nadaljnjo poslabšanje razbitine, vključno z izgubo kapitanove kadi. Med 29. julijem in 4. avgustom 2019 sta v ladijsko razbitino trčili dve osebni podmornici, ki sta raziskovali razbitino in snemali dokumentarni film. EYOS Expeditions je izvedel odpravo. Poročali so, da so močni tokovi potisnili podmornico v razbitino, kar je pustilo rdeč madež rje na strani podmornice. Poročilo ni omenilo, ali je potopljeni Titanic utrpel kakšno škodo. 

## V popularni kulturi
Prvi film o potopu Titanica, Saved from the Titanic, je bil posnet 29 dni po potopu ladje, v filmu pa je nastopila tudi preživela oseba Dorothy Gibson, oblečena v isti obleki s katero je preživela potop. Britanski film A Night To Remember (1958) še danes velja za najbolj zgodovinsko natančen film, ki prikazuje potapljanje ladje. Do sedaj je najbolj znan, najbolj priljubljen in najbolj finančen film Titanic (1997), ki ga je režiral James Cameron, v filmu pa sta v glavni vlogi nastopila Leonardo DiCaprio in Kate Winslet. Film je bil nagrajen z 11 oskarji. Poleg tega je bilo posnetih tudi veliko dokumentarnih filmov, med njimi so Saving the Titanic, Waking the Titanic,... Izdane so bile tudi številne videoigre o Titanicu.
Nesrečo Titanica so počastili s številnimi spomeniki in spomeniki žrtvam, postavljeni v več angleško govorečih državah, zlasti v mestih, ki so utrpela pomembnega šoka. Ti so vključevali Southampton, Liverpool in Belfast v Združenem kraljestvu; New York in Washington, D.C. v ZDA; in Cork (prej Queenstown) na Irskem. Številni muzeji na svetu so posvečeni Titanicu; največji in najvidnejši je v Belfastu, kjer je bila ladja zgrajena. V Novi Škotski je Halifaxov pomorski muzej Atlantika prikazal predmete, ki so jih nekaj dni po nesreči odstranili iz morja. Vključujejo kose lesa, kot so obloge iz ladijskega prvega razreda in originalne ležalnike in predmete, odstranjene od žrtev.